# Moba (Tanganyika)
Pour les articles homonymes, voir Baudouinville et Moba.
Moba, anciennement Baudouinville ou Boudewijnstad (d’après le prince Baudouin de Belgique), est une localité chef-lieu de territoire de la province du Tanganyika en république démocratique du Congo. 

## Géographie
Située sur la rive occidentale du lac Tanganyika, elle fait frontière avec la Zambie et le territoire de Pweto au sud, le lac Tanganyika à l'est, le territoire de Kalemie au nord.
Par le lac, elle assure le trafic vers les ports de Kalemie, Baraka et Uvira. Elle est desservie par la route nationale RN34 à 319 km au sud du chef-lieu provincial Kalemie.

## Histoire
La localité est fondée en 1893 par les Pères blancs qui y établissent une mission. Elle est nommée Baudouinville, d'après le nom du jeune prince Baudouin, neveu de Léopold II, mort en 1891.
La mission était défendue  contre les Arabes par le Capitaine Joubert, ancien 
zouave pontifical sous Pie IX, nommé à la fonction de commandant de poste par Émile Pierre Joseph Storms en 1883. 
Dans les années 1980, la ville est le lieu d'un conflit entre les forces armées zaïroises de Mobutu et le parti de la révolution du peuple de Laurent-Désiré Kabila, les guerres de Moba.

## Administration
Chef-lieu territorial de 51 490 électeurs enrôlés pour les élections de 2018, la localité a le statut de commune rurale de moins de 80 000 électeurs, elle compte 7 conseillers municipaux en 2019.

## Population
Le recensement date de 1984, l'accroissement annuel est estimé à 3,89,.
| 1984   | 2004   | 2012   |
| ------ | ------ | ------ |
| 25 463 | 46 890 | 63 613 |

## Économie
Moba possède un aéroport (code AITA : BDV).

## Personnalités liées
- Charles Mwando Nsimba, né à Baudoinville en 1936.
- Mgr Victor Roelens, 1er évêque du Haut-Congo, fondateur de la 1ère mission de Baudouinville / Moba, mort à Baudouinville en 1941.